# Rapotín
Rapotín är en ort i Tjeckien. Den ligger i regionen Olomouc, i den östra delen av landet, 190 km öster om huvudstaden Prag. Rapotín ligger 367 meter över havet och antalet invånare är 3 009.
Terrängen runt Rapotín är huvudsakligen kuperad. Rapotín ligger nere i en dal. Runt Rapotín är det ganska tätbefolkat, med 80 invånare per kvadratkilometer. Närmaste större samhälle är Šumperk, 6,7 km sydväst om Rapotín. Trakten runt Rapotín består till största delen av jordbruksmark.